# Maduretno (Papar)
Maduretno is een bestuurslaag in het regentschap Kediri van de provincie Oost-Java, Indonesië. Maduretno telt 2057 inwoners (volkstelling 2010).